# Stanisław Łabęcki
Stanisław Łabęcki (ur. 19 stycznia 1935 w Brzeźnicy) – polski malarz, grafik, a także nauczyciel akademicki. Jeden z twórców łódzkiej szkoły plakatu.  

## Życie i twórczość
W 1964 ukończył Państwową Szkołę Sztuk Plastycznych w Łodzi (obecnie Akademia Sztuk Pięknych im. Władysława Strzemińskiego w Łodzi), gdzie następnie pracował. W latach 1999–2005 natomiast sprawował funkcję rektora na swojej macierzystej uczelni. Posiada tytuł profesora zwyczajnego. Aktualnie jest kierownikiem Katedry Grafiki na Wydziale Artystycznym Akademii Humanistyczno-Ekonomicznej w Łodzi.
Zajmuje się twórczością z zakresu projektowania graficznego, malarstwa oraz grafiki. Jest uznawany za jednego ze współtwórców łódzkiej szkoły plakatu. Był uczestnikiem wielu wystawach ogólnopolskich i międzynarodowych w kraju oraz zagranicą, m.in.: w Austrii, Francji, Hiszpanii, Włoszech, Holandii, Japonii, Litwie, Niemczech, Słowenii, Szwecji, USA czy na Węgrzech. Jego prace znajdują się w wielu zbiorach muzeum artystycznych, m.in.: w Muzeum Narodowym w Warszawie, Muzeum Narodowym w Krakowie, Muzeum Narodowym we Wrocławiu, Muzeum Sztuki w Łodzi, Kamekura Muzeum of Modern Art w Japonii, Muzeum Guggenheima w Nowym Jorku, Krannert Art Museum, Muzeum Sztuki w Umeå w Szwecji, w Mondriaanhaus Museum Amersoort w Holandii, Städtischen Museum Gelsenkirchen czy Galerie Jürgensen w Niemczech.
W 2005 został nagrodzony Srebrnym Medalem Gloria Artis.